# 正義道
正義道（英語：Justice Drive）是香港港島金鐘的一條道路，北接金鐘道近皇后大道東交界，經過法院道的路口，南面盡頭為舊域多利軍營軍火庫（今亞洲協會香港分會總部）。當中只有金鐘道至法院道一段開放行車，法院道以南一段則被封閉，禁止車輛駛進。
正義道的命名，主要是配合當時附近的香港最高法院（今為香港高等法院）。

## 歷史
正義道與附近的法院道，本來是舊域多利軍營的範圍。隨著軍營停用，該處於1980年代初重新發展，興建了太古廣場及香港最高法院等建築，當局便興建新道路配合，並大約於1986年通車。
正義道南端在興建時已預留位置延長以接駁山上的堅尼地道，但計劃至今仍未正式落實，一直暫作「休憩用地」用途。城市規劃委員會曾檢討是否改變該預留位置的用途，運輸署便以可能影響正義道延展計劃而提出反對。

## 沿路著名地點
- 太古廣場
- 香港JW萬豪酒店
- 港麗酒店
- 英國駐香港總領事館
- 舊域多利軍營軍火庫（今亞洲協會 Asia Society Hong Kong 亞洲協會香港中心總部）